# Колмаков, Юрий Павлович
Юрий Па́влович Колмако́в (10 октября 1945, Малмыж — 22 июля 2022, Минск) — советский биатлонист, двукратный чемпион мира в эстафете, заслуженный мастер спорта СССР (1974).

## Биография
Родился 10 октября 1945 года в селе Малмыж Нанайского района Хабаровского края.
Окончил Белорусский ГИФК (1976). Выступал за Вооруженные Силы (Новосибирск). Тренировался под руководством А. В. Осташева, В. Ф. Маматова, В. Н. Пшеницина и А. В. Привалова.
Чемпион СССР (1968, 1975) в эстафете 4×7,5 км, 2-й чемпионата СССР (1972) в эстафете 4×7,5 км, 3-й призёр чемпионатов СССР (1968 — в гонке на 20 км; 1971 — в эстафете 4×7,5 км).
Проживал в Минске, скончался 22 июля 2022 года (официально 23 июля).
Кремирован 25 июля 2022 в Минском Крематории. Прах захоронен вместе с супругой Колмаковой Ольгой Викторовной (11.04.1954 -01.04.2021) на Северном кладбище г. Минска, 56 участок, 29 ряд, места 92,93.

### Чемпионаты мира
| Год  | Индивидуальная гонка 20 км | Эстафета 4×7,5 км |
| ---- | -------------------------- | ----------------- |
| 1973 | 8                          | 1                 |
| 1974 |                            | 1                 |